# Karim Rashid
Karim Rashid, född i Kairo, Egypten, 18 september 1960, är en industridesigner. 
Han har under åren skapat över 3000 designobjekt där över 300 av dessa tilldelats internationella priser.
Rashid har publicerat ett flertal böcker, bland annat titeln Karim Rashid: I Want to Change the World. Hans arbete finns utställt permanent på 14 museer världen över, bland annat på MoMA. Rashid arbetar även med helhetskoncept för inredning och arkitektur. Ett exempel på ett sådant projekt som Rashid har genomfört är hotellet Prizeotel i centrala Bremen som nominerades av tidningen Geo Saison som ett av de 100 bästa hotellen i Europa 2010.
Förutom Museum of Modern Art är Rashid även representerad vid bland annat Röhsska museet, Nasjonalmuseet och Minneapolis Institute of Art.